# La Caixa de Pensions (Sant Vicenç dels Horts)
La Caixa de Pensions és una obra del municipi de Sant Vicenç dels Horts (Baix Llobregat) inclosa en l'Inventari del Patrimoni Arquitectònic de Catalunya.

## Descripció
Es tracta d'un edifici cantoner de planta baixa, amb dos pisos centrats al cantó de l'edifici. La composició del conjunt és simètrica a partir dels buits de forma.
Les obertures són de llinda i de mig punt, amb els dintells i brancals en relleu i fets de pedra artificial. Sota la cornisa hi ha un seguit de dentells.
L'exterior presenta, amb pur interès estètic, una combinació d'obra vista i arrebossat. El frontó forma un cos més alt amb l'escut de l'entitat al centre. La coberta és a quatre vessants i està feta amb teula àrab.

## Història
És un edifici construït per la Caixa els anys quaranta, quan la zona del Baix Llobregat ja tenia una certa autonomia econòmica gràcies a l'augment de la indústria. La composició i alguns elements historicistes donen al conjunt un cert aire monumental.